# Coppa Intercontinentale di skeleton 2008
La Coppa Intercontinentale di skeleton 2008 è stata la prima edizione del circuito mondiale di secondo livello dello skeleton, manifestazione organizzata dalla Federazione Internazionale di Bob e Skeleton; è iniziata il 2 dicembre 2007 a Cesana Torinese, in Italia, e si è conclusa il 21 gennaio 2008 a Lake Placid, negli Stati Uniti. Vennero disputate dodici gare: sei per le donne e altrettante per gli uomini in sei differenti località.
Vincitori dei trofei, conferiti agli atleti classificatisi per primi nel circuito, sono stati la canadese Lindsay Alcock nel singolo femminile, e lo statunitense Matthew Antoine in quello maschile.

## Calendario
| Località             | Data             | Donne | Uomini |
| -------------------- | ---------------- | ----- | ------ |
| Cesana Torinese      | 2 dicembre 2007  | ●     | ●      |
| Schönau am Königssee | 9 dicembre 2007  | ●     | ●      |
| Winterberg           | 15 dicembre 2007 | ●     | ●      |
| Park City            | 12 gennaio 2008  | ●     | ●      |
| Calgary              | 18 gennaio 2008  | ●     | ●      |
| Lake Placid          | 21 gennaio 2008  | ●     | ●      |
| Totale               | Totale           | 6     | 6      |

## Risultati

### Donne
| Data             | Località             | Prime classificate         | Seconde classificate       | Terze classificate       |
| ---------------- | -------------------- | -------------------------- | -------------------------- | ------------------------ |
| 2 dicembre 2007  | Cesana Torinese      | Lindsay Alcock Canada      | Monique Riekewald Germania | Julia Eichhorn Germania  |
| 9 dicembre 2007  | Schönau am Königssee | Monique Riekewald Germania | Lindsay Alcock Canada      | Julia Eichhorn Germania  |
| 15 dicembre 2007 | Winterberg           | Julia Eichhorn Germania    | Lindsay Alcock Canada      | Sarah Reid Canada        |
| 12 gennaio 2008  | Park City            | Lindsay Alcock Canada      | Katharina Heinz Germania   | Julia Eichhorn Germania  |
| 18 gennaio 2008  | Calgary              | Lindsay Alcock Canada      | Shelley Rudman Regno Unito | Katharina Heinz Germania |
| 21 gennaio 2008  | Lake Placid          | Amy Gough Canada           | Julia Eichhorn Germania    | Lindsay Alcock Canada    |

### Uomini
| Data             | Località             | Primi classificati          | Secondi classificati      | Terzi classificati          |
| ---------------- | -------------------- | --------------------------- | ------------------------- | --------------------------- |
| 2 dicembre 2007  | Cesana Torinese      | Sebastian Haupt Germania    | Jeff Pain Canada          | Chris Type Regno Unito      |
| 9 dicembre 2007  | Schönau am Königssee | Sebastian Haupt Germania    | Sandro Stielicke Germania | Keith Loach Canada          |
| 15 dicembre 2007 | Winterberg           | Sandro Stielicke Germania   | Jeff Pain Canada          | Andy Wood Regno Unito       |
| 12 gennaio 2008  | Park City            | Jeff Pain Canada            | Kelly Forbes Canada       | Matthew Antoine Stati Uniti |
| 18 gennaio 2008  | Calgary              | Jeff Pain Canada            | Michi Halilovic Germania  | Andy Wood Regno Unito       |
| 21 gennaio 2008  | Lake Placid          | Matthew Antoine Stati Uniti | Michi Halilovic Germania  | Sandro Stielicke Germania   |

## Classifiche

### Donne
| Pos. | Nome atleta       | Nazione     | CES | KÖN | WIN | PKC | CAL | LAK | Totale |
| ---- | ----------------- | ----------- | --- | --- | --- | --- | --- | --- | ------ |
| 1    | Lindsay Alcock    | Canada      | 1   | 2   | 2   | 1   | 1   | 3   | 845    |
| 2    | Julia Eichhorn    | Germania    | 3   | 3   | 1   | 3   | 5   | 2   | 775    |
| 3    | Amy Gough         | Canada      | 5   | 5   | 9   | 5   | 4   | 1   | 710    |
| 4    | Katharina Heinz   | Germania    | 6   | 8   | 5   | 2   | 3   | 8   | 685    |
| 5    | Sarah Reid        | Canada      | 8   | 4   | 3   | 4   | 7   | 7   | 675    |
| 6    | Keslie Tomlinson  | Stati Uniti | 9   | 6   | 8   | 12  | 12  | 4   | 585    |
| 7    | Donna Creighton   | Regno Unito | 7   | 9   | 11  | 7   | 11  | 6   | 585    |
| 8    | Samantha Backwell | Regno Unito | 4   | 7   | 15  | 13  | 14  | 11  | 520    |
| 9    | Anna Ševcova      | Russia      | 13  | 12  | 12  | 6   | 13  | 12  | 500    |
| 10   | Rebecca Sorensen  | Stati Uniti | 11  | DNF | 7   | 8   | 6   | 9   | 495    |

### Uomini
| Pos. | Nome atleta      | Nazione       | CES | KÖN | WIN | PKC | CAL | LAK | Totale |
| ---- | ---------------- | ------------- | --- | --- | --- | --- | --- | --- | ------ |
| 1    | Matthew Antoine  | Stati Uniti   | 4   | 6   | 6   | 3   | 5   | 1   | 730    |
| 2    | Jeff Pain        | Canada        | 2   | 7   | 2   | 1   | 1   | -   | 675    |
| 3    | Andy Wood        | Regno Unito   | 9   | 18  | 3   | 4   | 3   | 5   | 630    |
| 4    | David Lingmann   | Germania      | 10  | 5   | 4   | 10  | 10  | 4   | 625    |
| 5    | Sandro Stielicke | Germania      | -   | 2   | 1   | 14  | 8   | 3   | 580    |
| 6    | Kelly Forbes     | Canada        | 8   | 16  | 13  | 2   | 4   | 12  | 570    |
| 7    | Chris Type       | Regno Unito   | 3   | 8   | 5   | 8   | 11  | -   | 525    |
| 8    | Kyle Tress       | Stati Uniti   | 11  | 13  | 11  | 9   | 14  | 5   | 525    |
| 9    | Hiroyuki Bamba   | Giappone      | 16  | 12  | 12  | 6   | 13  | 7   | 510    |
| 10   | Iain Roberts     | Nuova Zelanda | -   | 11  | 8   | 11  | 7   | 11  | 460    |